# Euplexidia albiguttata
Euplexidia albiguttata är en fjärilsart som beskrevs av W. Warren 1912. Euplexidia albiguttata ingår i släktet Euplexidia och familjen nattflyn. Inga underarter finns listade i Catalogue of Life.